# فردریک ریچاردز
فردریک ریچاردز (انگلیسی: Frederick Richards; ۳۰ نوامبر ۱۸۳۳ – ۲۸ سپتامبر ۱۹۱۲) افسر نیروی دریایی پادشاهی بریتانیا بود. او در طول جنگ دوم تریاک در سال ۱۸۶۰ فرماندهی یک کشتی پارویی را بر عهده داشت و به عنوان افسر ارشد در دماغه امید نیک و ایستگاه ساحل غربی آفریقا، با یک تیپ دریایی کوچک که در نبرد گینگندلوو و محاصره اشووه در آوریل ۱۸۷۹ در طول جنگ انگلیس و زولو رهبری می‌کرد، در ساحل آفریقای جنوبی پیاده شد. 
او در ژانویه ۱۸۸۱ در طول جنگ اول بوئر در نبرد لینگ نک شرکت کرد و به عنوان فرمانده کل ایستگاه هند شرقی، یک تیپ دریایی را برای پشتیبانی از پیشروی بریتانیا به سمت رودخانه ایراوادی در نوامبر ۱۸۸۵ در طول جنگ سوم انگلیس و برمه سازماندهی و تجهیز کرد. او به عنوان لرد اول نیروی دریایی منصوب شد و در این سمت، رهبری یک برنامه عظیم کشتی‌سازی و کارهای دریایی را که مطابق با مفاد قانون دفاع دریایی ۱۸۸۹ انجام می‌شد، بر عهده داشت. این برنامه با مخالفت نخست‌وزیر ویلیام گلدستون مواجه شد که نگران هزینه‌های هنگفت آن بود و پس از شکست کابینه بر سر آن در مارس ۱۸۹۴ استعفا داد. این برنامه در دولت‌های لرد روزبری و سپس لرد سالزبری ادامه یافت و ریچاردز در طول آشفتگی سیاسی همچنان در سمت خود باقی ماند و برنامه را هدایت کرد.